# Egbert Ier de Misnie
Egbert Ier de Misnie, (allemand: Ekbert)  (né vers 1036 mort le 11 janvier 1068) fut margrave de Misnie de 1067 jusqu'à sa mort au début de 1068.

## Biographie
Egbert est le second fils de Liudolf de comte de Brunswick margrave de Frise, qui appartient à la lignée dite de Brunonides, sa mère Gertrude est la fille de Hugues IV de Nordgau et sœur du pape Léon IX. Egbert devient seul comte de Brunswick en 1038, après la mort de son père et margrave de Frise en 1057 après celle de son frère aîné Brunon II.
Egbert est un membre de l'influente famille des Brunonides. Il hérite des états familiaux de Brunswick et, à partir de  1051 partage la souveraineté sur la région avec l'évêque de Hildesheim. Egbert étend également son autorité sur la Frise sous la suzeraineté de l'archevêque de Brême-Hambourg.
Bien que proche parent de la dynastie franconienne, sa grand-mère Gisèle de Souabe ayant épousé en 3e noces Conrad II le Salique, Egbert participe au coup d'Etat de Kaiserswerth en 1062, au cours duquel un groupe de nobles, autour de l'archevêque Annon II de Cologne, s'empare du jeune Henri IV afin de mettre fin au pouvoir en Germanie de sa mère la régente Agnès d'Aquitaine.
En 1058, Egbert épouse Ermengarde dite de Suse ou Irmgarde ou encore Aemilia/Immula, la fille d'Oldéric-Manfred II d'Oriate, veuve d'Otton III de Schweinfurt dont :
- Egbert II de Misnie, qui lui succède comme margrave de Misnie ;
- Gertrude de Brunswick dite la Jeune († 1117), qui épouse successivement Thierry de Katlenbourg († 1085), Henri de Nordheim († 1101), margrave de Frise, et enfin Henri de Wettin-Eilenbourg qui devient en 1089 le margrave Henri Ier de Misnie († 1103).

## Article lié
- Brunonides

## Sources
- (en) Cet article est partiellement ou en totalité issu de l’article de Wikipédia en anglais intitulé « Egbert I, Margrave of Meissen » (voir la liste des auteurs), édition du 23 mai 2014.
- Anthony Stokvis, Manuel d'histoire, de généalogie et de chronologie de tous les États du globe, depuis les temps les plus reculés jusqu'à nos jours, préf. H. F. Wijnman, Israël, 1966, Margraves de Thuringe, Misnie et Lusace: « Maison des Brunons » et tableau généalogique.
- (en) sur le site Medieval Lands:  Ekbert I von Braunschweig consulté le 23 mai 2014.